# Parafia Wniebowzięcia Najświętszej Maryi Panny w Kopciówce
Parafia Wniebowzięcia Najświętszej Maryi Panny w Kopciówce – rzymskokatolicka parafia znajdująca się w Kopciówce, w diecezji grodzieńskiej, w dekanacie Grodno-Zachód, na Białorusi.

## Historia
30 stycznia 1936 zebranie mieszkańców gminy Hornica postanowiło wybudować kościół w Kopciówce. Parafię w Kopciówce erygował 26 kwietnia 1936 arcybiskup wileński Romuald Jałbrzykowski. W 1936 założono również cmentarz. Przed II wojną światową parafia leżała w archidiecezji wileńskiej, dekanacie Grodno. Budowę świątyni przerwał wybuch II wojny światowej. Proboszcz ks. Jan Chrabąszcz został kapelanem wojskowym. Po kampanii wrześniowej powrócił do parafii. W kwietniu 1940 aresztowany przez NKWD za bycie kapelanem Wojska Polskiego i zesłany na Sybir. W 1941 zwolniony, dotarł do armii Andersa. W 1942 zmarł w Uzbekistanie.
Po wojnie Kopciówka znalazła się w granicach ZSRS. Komuniści aresztowali proboszcza ks. Wincentego Borsuka 30 lipca 1945 oraz znacjonalizowali budowany kościół, który w późniejszych latach służył jako magazyn i młyn. Życie religijne musiało toczyć się potajemnie.
W 1991 kościół zwrócono wiernym w bardzo zniszczonym stanie. W latach 1992–2000 odbył się jego remont. 11 czerwca 2000 konsekrował go biskup kielecki Kazimierz Ryczan. 23 marca 2010 biskup grodzieński Aleksander Kaszkiewicz ustanowił w kościele parafialnym w Kopciówce Sanktuarium Matki Bożej Jasnogórskiej – Cierpliwie Słuchającej.

## Proboszczowie parafii[2]
| imię i nazwisko      | daty urzędowania |
| -------------------- | ---------------- |
| Ks. Jan Chrabąszcz   | 1936–1940        |
| Ks. Izydor Słyczko   | 1940–1942        |
| Ks. Wincenty Borsuk  | 1942–1945        |
| Ks. Leszek Domagała  | 1992–2010        |
| Ks. Michał Łastowski | 2010–            |